# Vi khuẩn lưu huỳnh tía
Vi khuẩn lưu huỳnh tía, danh pháp khoa học Chromatiales, là một nhóm Proteobacteria có khả năng quang hợp, chúng thường được gọi chung là vi khuẩn tía. Chúng là các sinh vật ưa khí, và thường được tìm thấy trong các suối nước nóng hay môi trường nước tù. Không giống như thực vật, tảo và cyanobacteria, chúng không sử dụng nước làm chất khử và cũng không sinh oxy trong quá trình quang hợp. Thay vào đó, chúng sử dụng oxy hóa hydro sulfide để tạo ra lưu huỳnh nguyên tố, sau đó, lưu huỳnh này là bị oxy hóa thành axit sulfuric.
Vi khuẩn lưu huỳnh tía được chia thành 2 họ, Chromatiaceae và Ectothiorhodospiraceae, chúng có khả năng tạo ra các hạt lưu huỳnh theo thứ tự bên trong và bên ngoài tế bào, và do đó chúng thể hiện những đặc điểm khác nhau về cấu trúc của các màng tế bào bên trong của chúng.
Vi khuẩn lưu huỳnh tía thường được tìm thấy trong các vùng được chiếu sáng nhưng thiếu oxy của các hồ các dạng chứa nước khác nơi mà hydro sulfide tích tụ, và cũng như trong các "suối lưu huỳnh" nơi mà các sự sản sinh ra hydro sulfide từ quá trình sinh học hoặc địa hóa có thể gây ra hiện tượng nở hoa của vi khuẩn lưu huỳnh tía. Các điều kiện thiếu oxy là bắt buộc đối với quá trình quang hợp; các vi khuẩn này không thể phát triển mạnh trong các môi trường oxy hóa.